# Nagy Oszkár
Nagy Oszkár (Magyarpécska, 1893. szeptember 11. – Nagybánya, 1965. március 1.) magyar festő, grafikus.

## Élete
1912-ben Nagybányán tanult, majd 1913 és 1915 között Magyar Képzőművészeti Főiskolára járt, ahol Ferenczy Károly növendéke volt. Az első világháborúban az olasz fronton szolgált, majd 1917-ben Olaszországban hadifogságba került. 1919-ben tért haza Aradra, majd a szolnoki művésztelepen dolgozott Fényes Adolf mellett, 1920-ban pedig a kecskeméti művésztelepen Iványi-Grünwald Béla társaságában. 1920 és 1922 között Olaszországban járt a román kultuszminisztérium ösztöndíjával.  Később négy évtizeden keresztül Nagybányán élt és dolgozott. Az 1920-as évek elején a Nagybányához közeli Felsőbányán rivális művésztelepet akart létrehozni, ezért pályatársai nehezteltek rá. 1922-től egyéni kiállításokon szerepelt műveivel Szatmárnémetiben, Nagyváradon és Temesváron. 1993-ban rendezték meg életmű-kiállítását Kolozsváron és a Miskolci Képtárban.
Művei többnyire alakos kompozíciók (főként bányásztémák), enteriőrök, csendéletek és nagybányai, valamint felsőbányai tájképek.

## Egyéni kiállítások
- 1922 • Akt műkereskedés, Szatmárnémeti
- 1930 • Újságíróklub, Szatmárnémeti [Mándy Laurával]
- 1936 • Carlton Szálló, Temesvár
- 1940 • Vármegyeház üvegterme, Kolozsvár
- 1942 • Egyetemi Könyvtár, Kolozsvár
- 1944 • Széchenyi téri kioszk, Nagyvárad
- 1980 • Korunk Galéria, Kolozsvár
- 1993 • Miskolci Képtár, Miskolc